# 종말의 세라프 캐릭터 목록
일본 만화 및 애니메이션 시리즈 종말의 세라프의 캐릭터 목록이다.

## 주인공

### 햐쿠야 유이치로
유이치로 히야쿠야(百夜 優一郎, 히야쿠야 유이치로, 출생명: 아마네 유이치로 (天音 優一郎, 아마네 유이치로))[LN vol. 4]는 16세 소년이다. 12살 때, 그는 히야쿠야 고아원의 아이들과 함께 있었다. 그러나 페리드 바토리는 미카엘라를 제외한 다른 모든 아이들을 죽이고, 미카엘라는 뱀파이어의 감금에 남아있고 유는 거기에서 탈출한다.[vol. 1] 유의 주된 동기는 가족과 미카엘라에게 당한 고통 때문에 모든 뱀파이어를 파괴하기 위한 격렬한 원한이다. 그러나 복수에 사로잡히는 것을 막고 새로운 가족을 위해 강해지기로 결심한다. 그는 뱀파이어 사냥을 위해 일본 제국 마족군에 가입하고, 달의 마족 대대에 참가하여 팀워크에 대해 배우게 된다. 그는 고집이 있을 수 있지만, 타인에 대해서는 마음이 따뜻하고 진정으로 돌봐준다. 미카엘라가 뱀파이어로 살아있음을 알게되면 기쁨에 넘치며 즉시 미카엘라를 구하기로 맹세한다.[vol. 4] 미카엘라를 구하기 위해 자신의 생명 목적이 되었음을 결정한 후, 유이치로는 복수에 집착하는 것보다 친구와 동료 사이의 관계를 더 중요시한다. 나고야의 전투에서 유이치로는 심하게 다친 미카엘라와 재회하고, 회복을 돕기 위해 그에게 자신의 피를 마시라고 요구하며 함께 살아가기를 간절히 바란다. 그는 미카엘라가 뱀파이어로 변한 사실을 신경 쓰지 않는다고 밝힌다.[ch. 36] 유의 혼령장비는 아스라마루(阿修羅丸, Prefect Asura)로서 카타나 형태의 소유형 악마 무기이다.[vol. 2] 그는 "죄인"이라고 부르는 모든 사람을 공격하려는 수수께끼 같은 힘을 가지고 있다.[ch. 13-14][ep. 11] 그러나 나고야의 최종 전투에서는 그 힘을 좀 더 통제하는 것으로 나타났으며, 적들만을 공격하고 킴즈키의 여동생인 미라이를 구해주는 모습도 보였다.[ep. 24] 이 힘은 "천사의 종말"이라고 불리며 초인적인 속도, 힘, 반사신경, 비행력을 제공한다. 그는 "소금의 왕"이라고 불리며 마지막 에피소드에서 새로운 능력을 얻었다. 소금을 조종할 수 있으며, 사람들과 "요한의 기수"를 소금으로 변하게 하거나 소금으로 무기를 만들 수 있다. 나고야의 전투 후 3개월이 지나고 유이치로와 동료들은 달의 마족 대대를 떠나 뱀파이어와 인간 양쪽으로부터 추격을 받고 있다. 그러나 나고야의 전투에서 '천사의 종말'로 변신한 유이치로는 아스라마루의 도움으로 그 변신을 억제했다.[ch. 43] 그는 아스라마루의 구속에서 벗어나고 반인반악으로 변모한다.  유의 개성은 매우 폭력적이고 증오에 찬 그리고 유혹적이다. 그는 종종 감금에서 풀려나기를 소리치며 원한다. 친구들은 그를 이 상태로 유지하기 위해 열심히 노력한다. 나중에 밝혀지는 바에 따르면, 유이치로(ユ, Yu)와 아스라마루는 1000년 전에 만난 적이 있었는데, 그때 아스라마루는 사람이었다.[ch. 78-79] 그 후 그와 미카는 구렌과 싸운다. 미카의 죽음과 악마로 변모한 후, 그는 죽기를 원했지만 미카를 구하기 위해 그와 함께 탈출한다.[ch. 90-94] 구렌이 도착한 후, 그는 미카를 자신의 악마로 만들기로 결정한다.[ch. 98] 그는 미카에게 가기 위해 검은 악마들과 싸우고, 이후 악마 미카와 싸운다.[ch. 101-104] 이는 과거와 현재에서 미카를 부활시키기 위해 시카마 도지가 만든 것임이 밝혀진다.[ch. 106] 게다가, 유의 모든 복제체들이 미카엘라에게 강한 애착을 가지고 있었으며, 그의 목소리를 들을 수 있었다.[ch. 113] 그의 몸은 어떤 종류의 눈알에서 만들어졌다. 현재에서 그는 미카와 융합하고 그의 힘을 흡수하여 미카가 그의 몸을 사용할 수 있게 한다.[ch. 108] 이후, 그는 구렌의 팀과 함께 아키하바라로 떠나 구렌으로부터 답을 얻으려고 한다.[ch. 111-113] 미카를 부활시키기 위해 인류 전체와 같은 대가를 치르는 것을 알게 된 후, 유이치로는 미카를 선택하고 구렌과 그의 친구들을 배신한다.[ch. 114] 미카의 설득에도 불구하고 유이치로는 대대로써의 아군들을 적으로 여기기 시작한다. 그는 미카와 함께 도망가고 양 악마의 힘을 사용한다.[ch. 115] 아스라마루를 제거하며, 그는 무사히 탈출한다.[ch. 118] 잠시 후, 유이치로는 스스로에게 두 가지 선택지를 남긴다: 미카와 함께 모든 사람을 구하거나, 미카와 함께 죽는 것. 그는 부대로 돌아가기를 선택하지 않고 미카와 함께 일하게 다.[ch. 119-121]

### 미카엘라 햐쿠야
성우: 켄쇼 오노, 치스가 하루카 (8세) (일본어); 저스틴 브라이너 (영어) (애니메이션), 다이스케 키시오 (보믹) 미카엘라 히야쿠야 (百夜 ミカエラ, 히야쿠야 미카에라, 출생명: 미카엘라 신도 (進藤 ミカエラ, 신도 미카에라))[소설 vol. 4]은 유이치로의 전 최고의 친구이자 히야쿠야 고아원의 유일한 생존자이다. 미카엘라는 다른 고아들과 함께 뱀파이어의 도시에서 탈출하기 위한 계획을 세운다.[에피소드 1] 그러나 이 시도는 비극으로 끝나고, 미카엘라는 유이치로가 뱀파이어 도시에서 탈출할 수 있도록 자신을 희생하지만, 그 후 크루루에 의해 구해져 뱀파이어로 변하게 된다.[ch. 5] 이후 4년 동안 그는 뱀파이어들과 함께 살아가면서, 인간들에 의해 자신과 히야쿠야 고아원의 실험에 대한 진실을 알게 되고, 그로 인해 인간과 뱀파이어 양쪽을 혐오하게 된다. 그는 유이치로를 만나 그를 인간들의 조작과 실험으로부터, 인간들을 노예로 만들고자 하는 뱀파이어들로부터 구하려고 싸운다.[소설 vol. 2] 인간의 피를 마시지 않기 위해 미카는 대신 크루루의 피를 마시며 불완전한 뱀파이어가 된다. 그와 유이치로는 서로를 깊이 사랑하며 돌본다. 나고야 전투에서는 유이치로의 동의 하에 그의 피를 마시면서 완전한 뱀파이어가 된다.[ch. 36] 나고야 전투 이후, 그는 비공식적으로 시노아 분대의 일원이 된다. 인간들의 실험에 대해 알고 있기 때문에 그는 팀을 신뢰하기를 주저하지만, 유이치로의 설득으로 팀을 용인하며, 감정이 없는 풍채임에도 불구하고 점차 그들을 동료로 인식한다. 한때 페리드는 미카를 "천사 미카엘라"라고 부른다.[ch. 64] 그는 나중에 구렌으로부터 유이치로를 보호하려고 할 때 죽게 된다. 그는 죽은 뒤에 악마로 변신한다.[ch. 95] 죽기 전에 유이치로에게 자신의 사랑을 고백한다.[ch. 90] 미카엘라의 아버지가 시카마 도지임이 밝혀진다.[ch. 94] 악마들은 그를 "왕"과 "시카마의 아이"라고 부른다. 구렌에 따르면 그는 아수라마루보다 강력한 악마로, 검은 악마가 아니다. 악마가 되기 전에는 과거를 기억하지 못한다. 유이치로와 싸워 이기고, 그의 마음 속으로 떨어진다. 거기서 그는 유이치로와의 과거에 대해 알게 된다. 그 후, 그는 시카마와 싸워 유이치로의 악마가 된다.[ch. 107] 악마가 된 유이치로 이후, 그는 다시 십대의 모습을 갖게 된다.[ch. 108] 어떤 이유로 천사들은 그를 "저주받은 아이"라고 부른다. 그는 다른 사람들과 함께 아키하카브라로 떠나가서 시카마 도지의 아이라는 사실을 알게 된다.[ch. 114] 또한 그의 몸에는 미카엘라의 영혼이 있다. 유이치로가 모든 인류 대신에 그를 선택하려는 의지를 알게 된 후, 미카는 그를 설득하려고 하지만, 유이치로는 결국 미카를 선택하고 그의 힘을 가져간다.[ch. 114] 유이치로가 다른 계획을 가지고 있다는 사실을 알게 된 후, 미카는 마지못해 유이치로를 돕기로 한다.[ch. 119] 그는 세라프 중 하나이며, 여섯 개의 날개를 가지고 있다.[ch. 64]

### 구렌 이치노세
성우: 유이치 나카무라 (일본어); 데이브 트로스코 (영어) (애니메이션), 함다 켄지 (보믹) 구렌 이치노세 (一瀬 グ렌, Ichinose Guren)는 중위 대령이자 구렌 분대의 대장이자 달의 악마 부대의 지휘관이다. [vol. 1] 그는 지혜롭다, 팀워크와 협력을 가치 있게 여기며, 항상 혼자서 행동하는 유이치로를 꾸짖는다. 그는 일단은 히라기 가문의 하위 가지인 이치노세 가문의 일원이며, 따라서 히라기 가문의 고위 구성원들에게 경시당하나, 구렌은 비밀리에 그들을 전복시키기 위한 계획을 품고 있다. [LN vol. 1] 그는 이전에 마히루 히라기와 사랑을 나눴으나, 그녀의 실험으로 인해 광기에 빠지고 악마로 변신한 그녀는 자신을 사랑한 구렌의 소유물인 무시로의 밤(Mahiru-no-yo, 真昼ノ夜)로 전락하고 자신을 희생했다. 이는 카타나 형태의 소유형 악마 무기이자 마히루 자체다. [LN vol. 7] 8년 전, 구렌은 금지된 '세라프 오브 더 엔드(Seraph of the End)'의 힘을 이용해 죽은 동료와 신야를 10년 동안 부활시키는 것으로 종말의 주요 요인 중 하나가 됐다. [ch. 47] 그는 또한 페리드를 비롯한 흡혈귀들과 공모하고 있다. 구렌은 시노아 분대와 협력하며 인류 부활을 목표로 한다는 계획을 그들에게 알린다. 게다가, 그는 시카마를 제거하려는 의지를 드러냈다. 구렌과 마히루는 몇몇 다른 병사들을 배신하며 미카를 악마로 만들기 위해 그를 죽인다. 구렌은 미카가 시카마에게 발견되지 않도록 그를 가두고 유와 묶는다. 그 후, 그는 모두를 아키하바라로 인도한다. [ch. 110] 그곳으로 가는 동안 그는 나머지 계획을 알리기를 거부한다. [ch. 113] 구렌은 부활의 대가로 죄를 지은 열쇠, 모든 흡혈귀의 생명, 그리고 인류를 부활시킨 자에게 불멸을 약속한다. [ch. 114] 구렌은 미카를 선택하기보다 유를 택하도록 설득하려고 하지만, 유가 미카를 선택하면 모두가 유와 싸우도록 명령한다. [ch. 115]

### 히라기 시노아
성우: 사오리 하야미 (일본어); 펠리샤 앤젤 (영어) (애니메이션), 토요사키 아키 (보믹) 시노아 히라기 (柊 シノ아, Hīragi Shinoa)는 이 이야기의 주요 여성 캐릭터이다. 그녀는 구렌의 중사이자 달의 악마 중대의 시노아 소대의 분대장이다. 이야기의 시작부터 구렌에 의해 유이치로와 친구를 사귀게 하는 임무를 맡아 그를 지켜보기 위해 파견되었다.[vol. 1] 시노아는 풍자적인 성격을 가지고 있으며, 특히 유이치로를 조롱하는 것을 즐긴다. 시노아는 마음 속에 욕망이 부족하여 만난 어떤 악마에게도 저항할 수 있다.[LN vol. 7] 그녀의 언니인 마히루 히라기는 저주받은 장비의 개발을 담당하였고, 시노아는 그녀의 메신저였다.[LN vol. 2] 히라기 가문의 일원임에도 불구하고, 그녀는 가문 간의 권력 투쟁에 관심이 없었으며, 항상 어린 형제들에게 뒤 overshadowed 되어 왔다.[LN vol. 3] 더 나아가 그녀는 구렌에게 충성을 다하며 결국 유이치로에게 로맨틱한 감정을 품게 된다.[ch. 14, 66] 시노아의 저주받은 무기는 시카마 도지 (四鎌童子, Shikama Dōji, 자식아기 사신)로, 큰 낫의 형태를 취하지만 펜과 같은 물건으로 압축될 수 있는 형태의 표현형 악마 무기이다. 시노아는 유이치로를 구하기 위해 시카마 도지의 그릇이 되지만, 구렌, 마히루 및 노야에 의해 죄악의 열쇠를 사용하여 그 영향에서 해방되었다. 그녀의 분대와 함께 유이치로를 찾아 크룰과 협력한다. 결국 시카마 도지와 대치하여 유이치로에 대한 사랑을 고백하지만, 시카마에게 패배했다.[ch. 99] 시카마는 그녀를 버리고, 그녀의 마음에 머물러 있는 것은 위험하다고 주장한다.[ch. 103] 시노아는 시카마와의 싸움에서 유이치로를 돕는다.[ch. 107] 유이치로가 인류의 운명 대신 미카를 선택하면, 시노아는 당황하고 그와 대면한다.[ch. 115] 그녀는 유이치로에게 진심을 드러내지만, 거절당하고 그를 떠나간다.[ch. 118]

### 사오토메 요이치
성우: 오카모토 노부히코, 코보리 미유키 (어린 시절) (일본어); 크리스 버넷 (영어) (애니메이션), 코바야시 치카히로 (보믹) 요이치 사오토메 (早乙女 与一, Saotome Yoichi)는 작고 연약한 소년으로 유이치로의 첫 번째 진정한 친구이자 가장 친한 친구이다. 요이치는 친절하고 온화한 성격을 가지고 있지만, 누나를 보호하려다 뱀파이어로부터 죽임을 당한 원한을 갖고 있어 그를 복수하기 위해 군대에 가입하기로 결심했다. 학교를 공격한 뱀파이어를 유이치로와 함께 물리친 후, 둘 다 달의 마수 부대의 위치를 얻게 되었다.[ch. 2] 요이치는 사이코 저항력이 높지만 신체적으로는 매우 약하다. 친구들로부터 숨겨진 요이치는 매우 어두운, 폭력적인 면을 가지고 있으며 라쿠스를 대대적으로 살해한 누나의 원수를 품고 있어 그를 잔인하게 죽이고자 한다.[ch. 51] 그의 저주받은 장비는 격고인 (月光韻, Gekkōin)으로 큰 활의 형태를 띄는 표현형 마수 무기이다.[vol. 2] 나중에 그는 자신의 누나의 시체가 구렌에 의해 보관되고 있음을 알게 되어 그를 죽이려고 노력한다. 함께 부대와 만나 유이치로와 협력한다. 그러나 구렌이 돌아오면 요이치는 그에 대한 불신을 품고 누나에 대한 정보를 찾으려고 한다. 격고인이 그를 배신하면 그의 어두운 면이 다시 나타난다. 그는 누나의 시체가 아키파라에 보관되어 있다는 것을 알게 된다.[ch. 114] 유이치로가 인류의 운명을 선택한 후, 요이치는 그와 대면한다.[ch. 115] 그는 세라프 중 한 명이다.[LN vol. 5]

### 기미즈키 시호
성우: 이시카와 카이토(일본어); 란 신클레어 (영어) (애니메이션), 후쿠야마 준 (보믹) 키미즈키 시호 (君月 士方, Kimizuki Shihō)은 유이치로와 같은 달의 악마 기관에 속한다. 그는 냉정하고 뛰어난 전투 능력을 가지고 있지만 냉소적이며 문제를 일으키는 사람처럼 보인다. 그는 화난 성격을 가지고 있지만, 사실은 팀원들을 생각하는 정도로 신경을 쓴다. 그의 병에 걸린 자매가 있고, 그녀의 치료를 위해 돈을 모으기 위해 군대에 입대했다. [ch. 4] 그의 저주받은 무기는 키세키오 (鬼箱王, Kiseki-ō, 금기 상자의 왕)로, 쌍으로 된 짧은 검의 형태로 나타난다. 그의 자매는 후에 구렌에 의해 죽임을 당했다. 그룹과 함께 유이치로를 만나고 크룰과 협력한다. 유와의 싸움 중에 그는 자신의 악마에게 평화로운 삶을 원하며 유에게 지는 것을 싫어한다고 고백한다. 구렌이 돌아오면, 그는 그에게 불신을 풀지 않는다. 유가 인류의 운명보다 미카를 선택한 후, 시호는 유와 대립한다. [ch. 115] 그는 세라프 중 한 명이다. [LN vol. 5]

### 미츠바 산구
성우: 이구치 유카 (일본어); 알렉스 무어 (영어) (애니메이션), 미모리 스즈코 (보믹) 미츠바 상구 (三宮 三葉, Sangū Mitsuba)은 13살 때부터 흡혈귀 소멸부대에 속하고 있었다. [ch. 8] 이전 부대의 손실을 목격한 후, 이기적인 성격 때문에 팀워크에 집중하고 있다. 그녀는 열정적이고 팀원들과 특히 시노아와 유에게 엄격하게 대한다. [vol. 3] 하지만 그녀의 목적은 친구들을 안전하게 지키기 위한 것뿐이다. 자매인 아오이에게 비해 자신의 업적에 대한 열등감을 가지고 있다. [ch. 16] 그녀의 저주받은 무기는 텐지류 (天字竜, Tenjiryū, 천자룡)로, 거대한 배틀 액스 형태로 나타난다. 그녀는 부대와 함께 시부야로 돌아가면서 아오이로부터 배신을 당했다. 미츠바는 부대와 함께 유와 만나고 크룰과 협력한다. 자신의 부모가 아키하바라에 저장되어 있다는 사실을 알게 되었다. [ch. 114] 유가 인류의 운명보다 미카를 선택한 후, 미츠바는 유와 대립한다. [ch. 115]

### 페리드 바토리
성우: 사쿠라이 타카히로 (일본어); 에릭 베일 (영어) (애니메이션), 타루스케 신가키 (보믹) 페리드 바토리 (フェリド・バートリー, Ferido Bātorī)는 제7 세대 뱀파이어로, 유이치로의 가족을 도시를 탈출하려다 살해했다.[ep. 1] 그는 엄청난 힘을 가지고 있지만 여유롭고 종종 말도 안 되는 소리를 한다. 그는 인간들이 욕심 많고 교활하며 교묘하다고 미카엘라에게 경고한다. 그는 인간들과 비밀리에 협력하여 계획을 꾸미고 있다. 8년 전에 그는 구렌과 함께 일을 시작하고 시노아의 소대와 동맹을 맺었다. 예전에는 인간으로 태어났을 때 부모님은 그를 이상적인 아이로 만들려고 했기 때문에 그를 싫어했다. 그래서 그는 부모님을 죽였다. 후에 사이토가 그를 발견하여 그를 미카엘라로 만들기를 원했지만 실패한 실험으로 인해 그를 버렸다. 페리드는 또한 사이토의 피로 크로우리를 뱀파이어로 만든 사람이기도 하다. 현재는 구렌과 함께 일하고 있다. 그는 구렌의 팀에 합류하여 모두를 아키하바라로 인도한다.[ch. 110] 그는 다른 이들과 함께 유와 대립하게 된다.[ch. 115]

### 크룰 테페스
성우: 유키 아오이 (일본어); 모니카 라이얼 (영어) (애니메이션), 하나자와 칸나 (보믹) 테페스 크룰 (クルル・ツェペシ, Kururu Tsepeshi)는 일본의 흡혈귀 여왕이다. 그녀는 흡혈귀들의 제3 수도인 산그니움에 거주하며, 제3 세대 흡혈귀로서 일본에서 가장 강력한 흡혈귀다. 4년 전에 그녀는 미카엘라를 구해 흡혈귀로 만들었다.[ep. 4] 그녀는 마히루와 함께 종말의 세라프에 대해 협력하였으며, 그녀를 흡혈귀로 만든 사람이기도 하다.[vol. 10][LN vol. 5] 인간으로서의 삶에서 그녀와 그녀의 형제 아셀라는 귀족 가문 출신으로 태어났지만, 어느 날 분노한 군중에게 습격당해 어머니가 죽고 집이 불탔으며, 그 두 사람은 폭행당하고 노예로 팔렸다.[ch. 69] 그녀는 자신이 흡혈귀로 되어버린 것과 그것을 일으킨 제1 세대 흡혈귀에 대한 원한을 품고 있다.[ch. 49] 그녀는 미카엘라를 새로운 실험체로 만드는 시카마의 실패작 중 한 명이었으나, 그 실험은 실패로 끝났다. 그 후 그녀와 레스트는 시카마에게 버려지게 되었다. 현재에는 유와 다른 사람들이 미카를 구하기 위해 그녀를 도와준다. 그녀는 자신의 형제가 배신자가 된 사실에 놀라게 되었다.[ch. 99] 다른 사람들과 함께 아키하바라로 가며 유와 대립한다.[ch. 115]

## 사람들

### 달의 악마 부대
달의 악마 부대(Gekki no Kumi)는 구렌 이치노세가 이끄는 일본 제국 악마 군대의 흡혈귀 소멸 부대(Kyūketsuki Senmetsu Butai)이다.

#### 구렌 분대
유키미 시구레 (雪見 時雨, Yukimi Shigure)
성우: 이시카와 유이 (일본어); 로닥 말로리 (영어) (애니메이션) '유키미 시구레'는 일본 제국 악마 군에서 중위이며, 그렌의 하인이다. 그녀는 그렌의 부대의 일원이다. 시구레는 침착하고 자신의 감정, 그렌에 대한 감정을 포함하여 숨긴다. 그녀는 뛰어난 전투 기술과 숨은 무기 사용 능력을 갖고 있다. 그녀의 저주받은 장비인 쿠로나기 (黒凪, 검은 나기)는 Rakshasa 시리즈의 또 다른 무기로, 양손에 착용하는 다섯 개의 링으로 형태가 나타나며, 적을 속이고 가둘 수 있는 줄을 만들어낸다. 8년 전에 금기로운 실험을 통해 부활되었으며, 현재 살아남을 수 있는 기한은 2년밖에 남지 않았다. 마침내 그녀는 그렌에게 배신당한다.

하나유리 사유리 (花依 小百合, Hanayori Sayuri)
성우: 타자키 아츠미 (일본어); 스카일러 맥킨토시(영어) (애니메이션) 시구레 유키미는 일본 제국 악마군에 소속된 중위이자 구렌의 부하다. 그녀는 구렌의 달의 악마 부대에 소속되어 있다. 어릴 적부터 구렌에게 호감을 품고, 그를 감정적으로 지원한다. 구렌이 부재 중일 때는 군대 훈련반 강사로 활동하기도 한다. [ch. 4] 그녀의 장비는 쿠쿠리 (菊理, 국자리)로, 다키니 시리즈에서 파생된 작은 나이프 두 개의 형태를 가진다. 8년 전, 금기로운 실험을 통해 부활하였으며 현재 생을 두고 남은 시간은 2년뿐이다. 그녀는 구렌에게 배신당한다.

쥬조 미토 (十条 美十, Jūjō Mito)
성우: 시마무라 유(일본어); 니시무라 트리나(영어) (애니메이션)
프레스티지한 쥬조 가문의 딸이자 히라기 가문에 속한 구렌의 부하 중 한 명이다. [vol. 1] [소설 vol. 1] 미토는 쥬조 가문의 주문 기술에 능숙하며 전투에서 신체 능력을 향상시킨다. 그녀는 동료들을 비판하지만 그들의 안전을 위해 신경을 쓰며 돌본다. 그녀의 무기는 카구츠치 (火愚土, 뜻: 어리석은 불을 내뿜는 땅)로, 락샤사 시리즈의 무기이다. 이것은 검은 팔보호구 형태로 나타나며 한 번의 펀치로 흡혈귀를 처치할만한 에너지를 제공한다. 8년 전 금지된 실험을 통해 부활되었으며 현재 살아 있는 기간은 2년 남았다. 그녀는 구렌에게 배신당했다.
고시 노리토 (五士 典人, Goshi Norihito)
성우 - 오노 다이케(일본어) / 던컨 버넌(영어) (애니메이션) 일본 제국 악마 군대의 대령이며, 그렌의 부대 구성원이다. 그는 신체 공격보다 환상을 사용하여 싸운다. 그렌이 근접전을 벌이는 동안 그를 보호한다. 그는 느긋하고 변태적이며 아름다운 여성을 좋아한다. 그의 장비는 카쿠제 (覚世, 의식의 세계)라고 불리는데, 일본의 담배 파이프 형태로 변신하여 상대를 속이는 환상을 만들어낸다. 8년 전 금지된 실험을 통해 부활되었고 현재는 2년 남은 생을 살고 있다. 그는 그렌에게 배신당했다.

#### 나루미 분대
나루미 마코토 (鳴海真琴, Narumi Makoto)

성우: 호소야 요시마사 (일본어);리꼬 파자르도 (영어) 담당병 (Sergeant)이자 달의 악마 부대의 한 명인 나루미. 휴식 시에는 신병들을 희롱하지만, 임무 중에는 매우 진지하며 어리석은 짓거리를 용납하지 않으며, 어린아이 같은 성미를 가지고 있다. 그는 일초네 가문의 하인 가문에 속하며, 스사쿠와는 유치원 시절부터 알고 있다. 나루미 스쿼드의 멤버들이 학살당한 나고야 전투 이후에는 유일한 생존자로 남았다. 나고야 전투 중 세라프 오브 더 엔드를 부르기 위한 실험이 진행된 후에는 시노아 스쿼드와 함께 일본 제국 악마 군대에서 탈주했다. 전투 이후, 그는 비공식적인 부대 구성원으로 간주된다. 나루미의 무기는 겐부신 (玄武針, 검푸른 물빛 바늘)이라고 불리며, 삼지창 형태를 취하고 여러 개의 방패를 생성한다. 처음에는 미카를 불신하였지만, 나중에는 그를 받아들였다. 그는 그렌의 도움을 받아 전 부대원들을 부활시키고자 한다. 다른 사람들과 함께 시부야로 간다.
이와사키 슈사쿠 (岩咲秀作, Iwasaki Shūsaku)
성우 - 히라카와 다이스케  / 조시 그렐레
달의 악마 부대와 나루미의 부대의 한 명이었다. 아이치노세 가문 아래에서 친구 나루미와 함께 복무했다.[소설 vol. 6] 그는 조용하고 집중력이 뛰어나며, 용기가 넘치고 나루미의 지도력을 강력하게 지원하는 역할을 했다. 나고야 전투에서 세라프 오브 더 엔드 실험을 위한 희생자로서 사망했다.[ep. 24] 그의 장비는 아카헤비 (赤蛇, 붉은 뱀)로, 검 형태를 취하며 사슬 조작이 가능한 악마였다. 현재는 그의 시신이 페리드의 집에 보관되어 있다.
리카 이노유 (井上利香, Inoue Rika)
성우 - 이시하라 카오이>  / 모건 가렛
달의 악마 부대와 나루미의 부대의 한 명이었다. 몇 년 전, 스사쿠와 나루미는 종말의 세계에서 그녀를 구조했다. 그녀는 자유로운 영혼을 가지고 있었으며, 자신의 부대를 깊이 사랑하며, 야요이와 타로가 죽은 후에는 시노아를 위협할 정도로 짙은 애착을 갖고 있었다. 리카는 나고야 전투에서 스사쿠와 함께 세라프 오브 더 엔드 실험을 위한 희생자로 사망했다.[ep. 24] 현재 그녀의 시신은 페리드의 집에 보관되어 있다.
엔도 야요이 (円藤弥生, Endo Yayoi)
성우 - 카토 에미리  / 타비사 레이
달의 악마 부대와 나루미의 부대의 일원이었다.[vol. 7] 리카와 마찬가지로, 스사쿠와 나루미는 어느 때인가 종말의 세계에서 그녀를 구해줬다. 야요이는 마음이 따뜻하고 그룹의 조화를 이끌었으며, 뱀파이어들과 마주할 때는 단호하고 용감했다. 그녀는 나고야 전투에서 타로와 함께 뱀파이어들에게 살해당했다.[ep. 21] 현재 그녀의 시신은 페리드의 집에 보관되어 있다.
카기야마 타로 (鍵山太郎, Kagiyama Tarō)
성우 - 호시노 타카노리  / 크리스 게레오
달의 악마 부대와 나루미의 부대의 일원이었다.[vol. 7] 리카와 야요이와 마찬가지로, 그는 나루미와 스사쿠에 의해 종말의 세계에서 구해졌다. 타로는 심각한 성격을 가지고 있었고 정의감이 강했다. 그는 자신의 팀을 제외하고는 거의 누구에게도 웃음을 지어주지 않았다. 그는 야요이와 함께 나고야 전투에서 뱀파이어들에게서 목숨을 잃었다.[ep. 21] 현재 그의 시신은 페리드의 집에 보관되어 있다.

#### 기타
쿠스노키 에이타 (楠木英太, Kusunoki Eita)
성우 - 야마시타 세이치로  / 데릭 스노우
나고야 전투에 참여한 달의 악마 부대 일원이다.[ep. 16] 죽기 전에 그는 적과 나고야 시청에서의 자신의 팀 상황에 대해 보고하기 위해 구렌 앞에 나타났다.[ep. 17]
아이하라 아이코 (相原あい子, Aihara Aiko)
성우 - 후지무라 아유미  / 린세이 헤일
달의 악마 부대의 중위이자 소대장 중 한 명이다.[ep. 16] 나고야 전투에서 세 개의 팀을 지휘했다. 그녀는 좀비들이 그녀의 부대를 공격할 때 마이카에게 마이카로 하여금 유이치로의 행방에 대한 정보를 알려주었고, 다른 좀비들이 알지 못하도록 미션에 관한 가짜 정보를 전달했다. 아이코는 자신의 부대원들이 자살한 후에는 아무것도 가지지 않았기 때문에 마이카에게 자신을 죽이도록 요청한다.[ep. 18]

### 일본 제국 악마 군대
일본 제국 악마 군대 (日本帝鬼軍, Nihon Teiki Gun)은 대재앙 이후에 부활한 히라기 가문이 창설하고 통제하는 인간 조직이다.
하이라기 쿠레토 (柊 暮人, Hīragi Kureto)
성우 - 마에노 토모아키  / 가렛 스톰스 (애니메이션)
일본 제국 악마 군대의 대장인 히라기 가문의 현 집안인 장군이다. 그는 차분하고 지적인 사람이지만, 자신의 형제들에게까지 무자비한 정도로 잔혹한 면이 있어 시노아가 그를 "괴물"이라고 비난하기도 한다.[vol. 5] 히라기 가문에 반대하는 사람에 대해 보복을 감행할 것이다. 쿠레토의 주된 야망은 모든 흡혈귀를 멸종시키고, 다른 생존한 인간 마법 조직들을 파괴하여 일본 제국 악마 군대의 지배 아래 세계를 통치하는 것이다. 그의 저주된 장비인 라이메이키 (雷鳴鬼, 뇌우 귀신)는 전기로 힘과 속도를 증가시킬 수 있는 검이다. 그는 나중에 자신의 아버지를 전복시키고 히이라기 가문의 새로운 지도자가 되었다. 그런데 그에게 신화마 도지가 그의 몸을 붙잡으려고 했지만 나중에 떠나갔다. 현재는 향야 섹트와 싸우고 있다. 신야와 함께 그의 뇌우 귀신 때문에 흡혈귀들에게 잡혀간 상황이다.
히라기 신야 (柊 深夜, Hīragi Shin'ya)
성우 - 스즈키 타츠이사  / 제리 즈웰 (애니메이션)
일본 제국 악마 군대의 소장이다.[vol. 2] 어릴 적, 그의 부모는 다른 소년들과의 생존 경쟁을 위해 히라기 가문에 팔았다. 그 중 한 명이 승리하면 마히루와 결혼할 수 있었다. 신야는 열세 즈음에 최후의 생존자로 승리하여 마히루의 약혼자가 되고 히라기 가문에 입양되었다.[LN vol. 3] 그는 히라기 가문의 다른 구성원과는 달리 구렌과 좋은 친구로, 이로 인해 쿠레토는 그를 의심한다. 그의 저주된 무기인 비악코마루 (白虎丸, 백호 간)는 소총의 형태를 취하고 여러 마리의 흰 호랑이로 현실화된 유형의 악마 무기이다. 8년 전, 구렌은 신야를 되살리기 위해 금기를 어겼지만 처음에는 성공하지 못했다. 현재, 그는 살아있을 수 있는 기한이 2년 남아있다. 나중에 구렌은 그를 배신하고 거의 죽이려 했다. 현재 그는 다른 이들과 함께 구렌을 찾고 있다. 아마도 구렌에게 사랑을 느끼고 있는 것 같다. 그와 함께 비악코를 가진 신야는 쿠레토와 함께 흡혈귀들에게 잡힌 상황이다.
히라기 세이시로 (柊 征志郎, Hīragi Seishirō)
성우 - 요시노 히로유키  / 저스틴 쿡 (애니메이션)
일본 제국 악마 군대의 소장이다. 그는 거칠고 종종 모욕적이다. 쿠레토는 그를 겁쟁이로 여기며, 그는 전선에서 결코 싸우지 않기 때문이다. 그는 동생인 쿠레토 때문에 열등감을 가지고 있으며, 언젠가 그를 물리치기 위한 계획을 세우고 있다. 그의 무기인 쿠시타마히메 (櫛玉姫, 비단장미의 공주)는 검의 형태를 취한다. 현재, 그는 신마마가 그의 몸을 차지할 수 있는 관계로 히이라기의 죄수가 되어 있다.
히라기 텐리 (柊 天利, Hiiragi Tenri)
성우 - 후지와라 케이지  / 크리스토퍼 사밧 (애니메이션)
일본 제국 악마 군대에서 가장 높은 계급을 가진 장군이자 히이라기 가문의 전 장인이다. 그는 "적자생존"이라는 개념을 강력히 믿었으며, 강한 자만이 살아남고 약한 자는 멸망해야 한다는 시스템을 구축하려고 애썼다. 텐리는 쿠레토에게 자리를 빼앗기기 위해 그에게 죽임을 당했다.
산구 아오이 (三宮 葵, Sangū Aoi)
성우 - 카와즈미 아야코"/>  / 세라 와이데네프 (애니메이션)
미츠바의 언니로, 히이라기 가문 아래에서 일하는 일본 제국 악마 군대의 일원이다.[ch. 16] 그녀는 쿠레토의 개인 비서이자 충실한 하인으로, 그의 명령에 주저 없이 따르는 모습을 보인다. 미츠바와는 자매 관계임에도 불구하고, 아오이는 보통 냉담하게 대하며 미츠바를 무시하며 약자로 보인다고 주장한다. 특히 미츠바가 시노아 부대와 함께 일본 제국 악마 군대를 배신한 후에는 그녀를 배반자로만 여기며 무시한다.[ch. 70] 쿠레토에게 사랑을 느낀다. 그와 함께 히야쿠야 단체와 싸운다.

### 햐쿠야 고아원
햐쿠야 고아원은 유우와 미카의 과거 가족들과 함께한 아이들의 그룹으로, 페리드가 시리즈 초반에 죽였다.[ep. 1]
햐쿠야 아카네 (百夜 茜, Hyakuya Akane)
성우 - 타이치 요우  / 메간 쉽맨
유우이치로와 미카엘라와 함께 고아원에서 가장 오래된 어린이 중 한 명이다. 그녀는 긍정적이고 쾌활하며 히야쿠야 고아원의 언니 역할을 했다.[ep. 1] 페리드는 그녀의 절단된 머리를 지난 4년 동안 가지고 있었으며, 유우와 미카와 다시 만나면서 그에 대해 조롱했다.[ch. 46] 소설에서는 그녀가 미카에게 사랑을 느끼고 있다는 것이 밝혀졌다. 그녀와 다른 아이들의 시체는 아키하바라에 보관되어 있다.[ch. 114]
햐쿠야 치히로 (百夜 千尋, Hyakuya Chihiro)
성우 - 유야마 레이카  / 레하 클락 (애니메이션)
미카엘라와 유이치로와 함께 살았던 여성 고아로, 그녀는 그들보다 몇 살 어렸다. 고아원에 사는 모든 사람들처럼 그녀도 장난스럽고 순진한 아이였다.
햐쿠야 코타 (百夜 香太, Hyakuya Kōta)
성우 - 시미즈 하루카  / 알렉시스 팁톤 (애니메이션)
치히로와 비슷한 나이의 고아로, 다른 고아들과 친하게 지냈으며 유이치로와 미카를 자신의 형제로 여겼다.
햐쿠야 아코 (百夜 亜子, Hyakuya Ako)
성우 - 미야케 마리  / 세라 와이디네프트 (anime)
고아원에서 가장 어린이이자 가장 작은 아이 중 한 명이었다. 그녀는 자신의 가족을 아주 좋아했고, 아카네, 유이치로, 미카를 자신의 형제로 여겼다.
햐쿠야 후마이 (百夜 文絵, Hyakuya Fumie)
성우 - 모리나가 치토세  / 크리스틴 서톤 (애니메이션)
히야쿠야 고아원의 소수의 어린이 중 한 명이었으며, 다른 고아들과 함께 즐겁고 장난스러웠다.
타이치 햐쿠야 (百夜 太一, Hyakuya Taichi)
성우 - 코보리 미유키  / 티아 발라드 (애니메이션)
고아원에서 가장 어린이면서도 가장 작은 어린이 중 한 명으로, 뱀파이어들에게 잡힌 상황에도 불구하고 낙천적이고 행복한 성격을 가졌다. 그의 시신은 아카네와 함께 오사카의 페리드의 저택에 둔 두 번째 시신다.[ch. 55]
쥰지 하이야마 (浜山順治, Haiyama Junji)
"4세의 감성적이고 눈물이 많은 고아 아이가 『구렌 이치노세: 16세의 대재앙』 소설 시리즈에 등장했다. 마히루는 그를 백야 고아원에서 가짜 신분으로 입양하여 실험 대상으로 삼았다. 고아원을 떠나자 마히루에게 약을 먹여 기절시킨 후, 그는 여러 뱀파이어에게 공격당했다. 마히루가 크루루 테페스에 대해 언급한 후, 준지와 함께 그들에게 끌려갔다. [소설 5]"

### 기타
하이라기 마히루 (柊 真昼, Hiiragi Mahiru)
성우 - 엔도 아야  / 알렉시스 팁톤
"시노아의 언니이자 전편 이야기인 『세라프 오브 더 엔드: 구렌 이치노세: 16세의 대재앙』의 주인공이다. 그녀는 구렌의 전 애인이었으며, 큐레토에 대항하여 히라기 가문의 경쟁 후계자였다. 과거에는 신야의 약혼녀이기도 하였으며, 그녀의 힘과 히라기의 지위로 많은 사람들에게 존경받았다. [소설 1권] 마히루는 후에 백야 교단에 합류하여 자신의 가족을 배신했다. 실험으로 인해 결국 악마로 변하게 되었으며, 그녀는 구렌의 무기 안에 들어가 악마가 되는 희생을 했다. [소설 7권] 마히루는 저주받은 장비를 개발한 사람이며, 유이치로보다 먼저 저주받은 장비인 흑마외루 아스라마루의 최초 소유자였다. [소설 1권] 그녀는 구렌에게 모든 친구들을 배신하도록 격려한다. 그녀는 나중에 미카를 악마로 변신시키는 계획에 참여하고, 구렌에게 미카에게 주사할 약을 제공한다. 8년 전에 그녀는 크루루와 계약을 맺고 그녀에게서 뱀파이어로 변하게 되었다. 현재에서는 구렌이 미카를 검 안에 가두고 신오아와 함께 시카마를 억누르는 데 도움을 준다. 시카마는 후에 그녀의 몸을 떠나간다. 또한 아키하바라에 가서 구렌이 유와 싸우는 데 도움을 준다. [115화]"
키미즈키 미라이 (君月 未来, Kimizuki Mirai)
성우 - 쿠로사와 토모요  / 브린 에이프릴 (anime)
Shiho의 동생은 병으로 인해 침대에 누워 있다. Kimizuki는 그녀가 치료를 받을 수 있도록 돈을 얻기 위해 군대에 입대했다.[에피소드 4] 일본 제국 군대에 의해 실험 대상이 되었다. 그녀는 '최후의 전투'에서 파괴의 악마인 아바돈(Abaddon)이라 불리는 세라프가 되었다. Kureto Hiragi의 통제 아래, 그녀는 인간과 흡혈귀를 모두 살해하며 소란을 일으켰다. 그러나 Yu가 '세라프 오브 더 엔드' 모드로 그녀를 막는다.[에피소드 24] 그녀는 죄악의 열쇠를 위해 Guren에 의해 죽임을 당한다.[84장] Shiho는 그녀의 시체를 Akihabara로 가져간다.[114장]
사오토메 토모에 (早乙女 巴, Saotome Tomoe)
성우 - 히카사 요코  / 카라 에드워즈 (애니메이션)
라쿠스가 죽인 요이치의 언니이다. [2권] 그녀의 시체는 구렌에 의해 보관되고 있다. 현재, 그녀의 시체는 Akihabara에 있다. [114장] 그녀는 세라프 중 한 명이다. [소설 5권]

## 뱀파이어

### 조상
우르드 게일스 (ウルド・ギールス, Urudo Giirusu)
우르드 게일스는 뱀파이어의 둘째 세대이며 러시아의 뱀파이어를 지배한다. [42장] 그는 첫 번째 뱀파이어의 자식으로 태어났으며 크룰과 사이토와 함께 생성되었다. Urd는 판단력이 뛰어나고 차분하며 무관심한 태도를 가지고 있다. 그에 대한 대부분의 정보는 여전히 알려지지 않았지만 인간들이 춤을 추고 노래를 부르는 것을 관찰하는 것을 즐기며 다른 뱀파이어보다 인간들의 생명을 더 중요시한다. [11권] 과거에는 시카마의 실험을 지원하기 위해 사이토와 함께 협력했다. 아마도 사이토의 형제일 것이다. 시카마가 그와 사이토를 떠나자 사이토는 그를 버렸지만, 우르드는 그의 떠남에 반대했기 때문에 현재 우르드는 사이토를 싫어한다. 사이토를 가두기 위해 특별한 감옥을 건설했지만 결국은 신야와 크레토를 잡아가며 사이토와 협력하여 시카마에 맞서 싸운다. [114장] 그는 미카엘라를 위한 시체 중 하나였지만 실패했다.
크로울리 유스포드 (クローリー・ユースフォード, Kurōrī Yūsufōdo)
성우 - 스즈무라 켄이치  / 어스틴 틴들 (애니메이션) 히라타 히로아키 (보믹)
크로울리 유스포드(Crowley Eusford)는 세라프 오브 더 엔드(Seraph of the End)에서 등장하는 13번째 세대 뱀파이어다. 그는 페리드 바토리가 이끄는 그룹에 속해 있다. 그는 신주쿠 전투에서 등장하며 여러 명의 검은 악마 무기로 무장한 병사들을도 압도할 수 있는 강력한 능력을 보인다. 크로울리는 항상 느긋하고 다른 상대에게 위협받지 않는다. 그는 호른과 체스와 함께 신주쿠 전투에서 쇼이나 스쿼드와 마주쳤다. [3권] 그는 일곱 번째 세대와 동등한 참된 힘을 숨기고 있다. 페리드로부터 두 번째 세대 사이토의 피를 받았다. 그는 나중에 악마 군대에서의 탈영으로 인해 쇼이나 스쿼드의 동료가 되며, 유이치로의 전투에서 그를 지도했다. 스쿼드는 처음에 크로울리를 불신하지만, 그는 점진적으로 팀에게 가치 있고 신뢰할 수 있는 존재임을 입증하며 그들을 도와 페리드를 키 루크로부터 구출하고 시부야에서 향쟁파와 싸웠다. 크로울리는 뱀파이어가 된 이후로 인간을 한 명도 죽인 적이 없으며, 대부분의 뱀파이어와 달리 전환 후에도 어느 정도의 감정, 공감과 동정심을 유지하고 있다. 13세기에는 신을 위해 싸웠던 십자군이었으나, 친구들은 페리드에게 죽임을 당했다. 그는 페리드와 800년 전에 만났다. 현재에서는 페리드를 도와준다. 페리드와 함께 구렌의 팀에 합류하여 아키하바라로 간다. [110장] 다른 이들과 함께 유이치로와 대립한다. [115장]
혼 스컬드 (ホーン・スクルド, Hōn Sukurudo)
성우 - 히카사 요코  / 미카엘라 크란츠 (애니메이션)
세븐틴스 프로제니터(Seventeenth Progenitor)이다. 크로울리를 섬기는 이유가 있으며, 인간의 피보다 그의 피를 마시는 것을 선호한다. 그녀는 체스에 대해 어른처럼 행동한다.
체스 벨레 (チェス・ベル, Chesu Beru)
성우 - 후루키 노조미  / 로렌 알리손 (애니메이션)
호른과 함께 세븐틴스 프로제니터(Seventeenth Progenitor)이다. 그녀는 호른과 함께 크로울리에게 복종하며, 무심하고 경솔한 성격을 가지고 있다. 그녀는 종종 인간의 피를 마시는 욕망을 멈출 수 없어 인간이 죽을 때까지 계속 마신다.
레스트 칼 (レスト・カー, Resuto Kā)
성우 - 코바야시 유미코  / 라라 우드훌 (애니메이션)
크룰과 같이 유럽을 관리하는 세 번째 프로제니터이다. [22장] 그는 크룰보다 두 세기가 더 어리지만, 그녀보다 더 강하다고 주장한다. 그는 크룰에게 일본의 관리를 잘못 다뤘다고 경고한다. 그는 시카마에게 뱀파이어로 변신시켜졌다. 크룰과 함께 과거에 시카마에게 버려진 적이 있다. 그는 현재 우르드를 도와주고, 시카마에 맞서기 위해 사이토와 팀을 이룬다. [114장] 그는 미카엘라의 몸 중 하나였지만 실패했다.
카이 룩 (キ・ルク, Ki Ruku)
그는 뱀파이어의 다섯 번째 프로제니터이다. 그는 차분하면서도 조심스러운 태도를 가지고 있다. [51장] 그에 대해 정확히 알려진 것은 별로 없지만, 그는 군대를 혼자서도 다룰 정도로 극도로 강력하다. 그렌의 사람들과 싸웠다. 그는 현재 우르드를 도와주고, 시카마에 맞서기 위해 사이토와 팀을 이룬다. [114장]
루칼 웨스컬 (ルカル・ウェスカー, Rukaru Uesukā)
성우 - 코야수 타케히토  / 척 후벌 (애니메이션)
뱀파이어의 열다섯 번째 프로제니터이자 레스트 카르의 소속 멤버이다. 나고야 전투 중, 시노아와 나루미의 합동 분대에게 압도당하자 자살한다. 그들의 임무 도중, 첫 공격을 막기 위해 하인 에스더 리를 희생시켰다.
멜 스테파노 (メル・ステファノ, Meru Sutefano)
성우 -  크리스 조지 (영어) (애니메이션)
나고야 전투 중 구렌의 부대에 의해 죽인 19번째 프로제니터이다.

### 기타
렌 심 (レーネ・シム, Rēne Shimu)
성우 - 우메하라 유이치로  / 알렉스 올간 (애니메이션)
레네는 라쿠스와 미카엘이 함께 도시 경비대를 담당하고 있다. 그는 귀족은 아니지만 전투 능력이 매우 뛰어나다. 그는 인간들이 탐욕스럽고 오만한 생물이라고 믿으며, 일본 제국 악마군의 병사들의 광신적인 상태를 경계하고 있다. 레네는 라쿠스와 거의 항상 함께 있으며, 그가 유일한 진정한 친구이다.
라쿠스 웰트 (ラクス・ウェルト, Rakusu Ueruto)
성우 - 나가스카 타쿠마  / 아론 로버츠 (애니메이션)
미카엘라와 함께 도시 경비대를 지키는 흡혈귀는 귀족은 아니지만 전투 능력이 매우 뛰어나다. 그는 미카에게 일반적으로 친절하지만 그가 죽어도 신경을 쓰지 않을 것이다. 그는 요이치의 여동생을 죽인 흡혈귀이다. 그는 종종 피에 대한 욕망을 억제하지 못하고 인간을 목마를 때리며, 라쿠스는 주로 어린 십대 소년들의 피를 노린다. 그는 인간이었을 때 형제자매가 있었다고 언급되었다.
에스더 리 (エスター・リー, Esutā Rī)
성우 - 나카 히로시  / 브루스 엘리엇
나루미와 시노아의 합동 부대가 나고야 전투에서의 임무로 첫 번째 공격을 막기 위해 희생된 루칼의 하인.
사이토 (斉藤, Saitō)
마히루와 함께 일하는 히야쿠야 세력의 일원이다. 이전에는 흡혈귀의 제2세대이자 페리드의 창조주였다. 사이토는 어두운 유머 감각을 가지고 있으며 다른 사람들에게 냉담하며 자신의 진정한 힘을 숨기기 위해 많은 노력을 기울인다. 사이토의 본성과 진정한 목표는 '세라프 오브 더 엔드' 프로젝트에 투자되어 있다는 것 외에는 알려지지 않았다. 과거에는 시카마에 의해 흡혈귀로 변하게 되었고, 우르드와 함께 시카마의 실험을 도왔다. 또한 시카마와 마찬가지로 새로운 미카엘라를 만들기 위해 노력했으며, 이 과정에서 미카가 유일한 성공적인 실험체가 되었다. 그는 히야쿠야 세력을 창설하였으며, 이치노세 가문의 구성원들은 그의 유전자를 갖고 있다. 과거에는 우르드를 버리고 시카마를 찾아 복수하려고 했으며, 그 목표는 오늘날까지 이어져 왔다. 현재에는 우르드와 함께 시카마에 맞서기 위해 연합하고 있다. 미카엘라의 몸 중 하나가 되었지만 실패한 사례이다.

## 악마
아수라마루 (阿朱羅丸, Ashūramaru, lit. Prefect Asura)
성우 - 야마무라 히비쿠  / 콜린 클린켄벌드 (애니메이션)
마히루 히라기와 유에게 소유권이 있었던 검은 악마 시리즈의 저주받은 장비 안에 거주하는 악마로, 아수라마루라고 불린다. 다른 악마들과 마찬가지로 아수라마루는 사랑을 싫어하고 욕망을 좋아하지만, 유에게서 사랑받길 원한다. 유이치로의 부드러운 면에 자주 놀라며, 그가 부탁할 때마다 힘을 주는데, 이를 통해 유이치로와 친구가 된다. 아수라마루의 진정한 정체는 흡혈귀의 제1세대와 이별한 후 악마로 변한 크룰의 형인 아셰라 테페스이다. 그는 자신의 정체를 기억하지 못하고 단편적인 기억과 여동생이 있다는 사실만을 기억하지만, 시부야 편에서 그녀를 기억한다. 미카엘라가 악마로 변한 후, 아수라마루의 기억은 완전히 회복된다. 아수라마루와 다른 검은 악마들은 모두 세계를 임박한 재앙으로부터 구하기 위해 시카마 도지와 함께 계획을 실행하고 있다고 한다. 그는 시카마 도지의 사도 중 하나이다. 유에게 압도당했지만, 후에 유가 그의 도움을 요청하여 구렌의 팀과 싸우는 데 도움을 준다. 그는 시카마의 후임자 중 한 명이자 새로운 미카엘라를 되기 위한 시카마의 실패작 중 하나였다. 그는 노야와 함께 검은 악마 시리즈의 가장 어린 악마 중 하나이다.
키세키-오 (鬼籍王, Kiseki-ō, lit. King of the Demon Box)
성우 - 쿠로사와 토모요  / 브린 에이프릴 (애니메이션)
시호가 소유한 검은 악마 시리즈의 저주받은 장비 안에 거주하는 악마인 키세키오다. 그는 자신보다 약한 자들에게 굴복하는 것을 싫어한다. 시카마 도지와 함께 일한다. 미카엘이 악마가 된 후, 그의 기억은 완전히 회복된다. 그는 시카마 도지의 사도 중 한 명이며, 아수라마루와 겟코인과 함께 미카의 영혼을 빼앗으려고 시도했다. 유이치로에게 패배했다. 가장 오래된 악마 중 하나이다.
게코윈 (月光韻, Gekkōin, lit. Moonlight Rhyme)
요이치가 소유한 검은 악마 시리즈의 저주받은 장비 안에서 일어나는 악마다. 결국 게코인과 요이치는 친구가 된다. 두 사람은 때때로 요이치의 꿈에서 서로 좋아하는 색깔에 대해 이야기한다. 그는 요이치가 라쿠스를 물리치는 데 도움을 주기 위한 계획을 세우며, 그의 어두운 면을 즐긴다. 시카마 도지와 함께 일한다. 미카엘이 악마가 된 후, 그의 기억은 완전히 회복된다. 그는 시카마 도지의 사도 중 한 명이며, 아수라마루와 키세키오와 함께 미카의 영혼을 빼앗으려고 시도했다. 유이치로에게 패배했다. 가장 오래된 악마 중 하나이다.
라이메이키 (雷鳴鬼, Raimeiki, lit. Thunder Demon)
흑악마 시리즈의 저주받은 장비인 크레토의 내부에 거주하는 악마이다. 그녀는 대재앙 이전부터 이미 크레토의 악마가 되었다. 그녀는 유일한 여성 악마이다. 그녀는 크레토가 시카마와 싸우는 데 도움을 주었다. 미카엘이 악마가 된 후, 그녀의 기억은 완전히 회복되었다. 그녀는 시카마와 함께 일하고 있는 것으로 밝혀졌다. 그녀는 시카마 도지의 사도 중 한 명이다. 가장 오래된 악마 중 하나이다. 크레토가 납치된 후에는 사이토에 의해 압사당했다.
뱌코마리 (白虎丸, Byakkomaru, lit. White Tiger)
신야의 흑악마 시리즈의 저주받은 장비 안에 거주하는 악마이다. 대재앙 이전부터 이미 그의 악마가 되었다. 다른 악마들과는 달리 그는 신야를 매우 신경 쓰며 그에게 너무 많은 힘을 주지 않으려 한다. 그는 구렌이 위험한 인물이라고 신야를 설득하려고 하고, 만약 마히루가 신야에게 해를 가하면 그녀에게 위협을 가했다. 미카엘이 악마가 된 후, 그의 기억은 완전히 회복되었다. 그는 시카마와 함께 일하고 있는 것으로 밝혀졌다. 그는 시카마 도지의 사도 중 한 명이다. 가장 오래된 악마 중 하나이다. 신야가 납치된 후에는 사이토에 의해 압사당했다.
노야 (ノ夜, Noya, lit. Of Night)
구렌의 흑악마 시리즈의 저주받은 장비 안에 거주하는 악마이다. 도쿄 학교가 공격당했을 때 그는 구렌의 악마가 되었다. 다른 악마들과는 달리 그는 처음부터 기억을 가지고 있었다. 대재앙이 시작된 이후, 마히루가 노야를 흡수하고 8년 후에야 그는 그녀의 몸에서 떠난다. 그는 구렌이 유이치로와 미카를 물리치는 데 도움을 주었지만, 그들의 미카에 대한 계획을 알지 못했다. 그는 시카마와 함께 일하고 있는 것으로 밝혀졌다. 그는 시카마 도지의 사도 중 한 명이다. 그는 아수라마루와 함께 검은 악마 시리즈에서 가장 어린 악마 중 하나이다. 미카엘라의 몸 중 하나였지만 실패했다.

## 천사들
도지 시카마 (四鎌童子, Shikama Dōji, lit. Four-Scythe Child)
시노아가 소유한 저주받은 장비 안에 거주하는 신체 유형의 악마인 시카마 도지다. 그는 조용한 성격으로 시노아와 잘 지내는 편이다. 그는 예전에는 흑마족의 초대 조상이었으며, 시카 마두라는 이름으로 알려져 있었다. 그러나 수 천 년 전에 아셀라 테페스와 함께 흑마족을 버리고 악마가 되었다. 그는 수백 년 전에 유를 만들어 미카를 부활시키는 데 도움을 받았다. 또한 그는 히이라기 가문을 창조한 사람이다. 시카마는 수세기에 걸쳐 히이라기 가문의 수장들을 강제로 차지했으며, 현재는 시노아와 크레토를 동시에 차지하고 있다. 나중에 밝혀지기로는 미카엘이 그의 아들임을 알 수 있다. 그는 이후 시노아를 버리고, 그녀의 마음에 머무르는 것은 너무 위험하다고 주장한다. 그의 진정한 목표는 자신의 자식 미카엘라를 되돌리는 것이다. 그는 이 목적을 위해 수백 년 동안 인간에 대한 실험을 진행하고 더 많은 흑마족을 만들었지만, 나중에 이들을 버렸다는 이유로 알려져 있다. 현재 그는 다시 미카를 되돌리려 하며, 악마들에게 그의 영혼을 포획하도록 명령한다. 그는 또한 종말론적인 종류의 대재앙으로부터 세상을 구하고자 한다. 그는 과거에는 천사였지만, 타인의 죄로 천국에서 추방되었다. 그의 벌로, 그는 흑마족이 되었고, 그의 자식은 죽었으며 태양을 빼앗겼기 때문에 시카마는 자신의 검은 태양을 창조하고 신을 미워한다. 그는 사이토에게 포획되었다. 그는 흑야 고아원과 미카를 창조한 사람임이 밝혀졌다. 그는 성별이 없다.
미카엘라 (ミカエラ, Mikaera)
시카마의 진정한 아이. 수 세기 전에 신들에 의해 죽임을 당했으며, 시카마는 그의 시체를 그리스에 보관했다.[ch. 94] 시카마는 그의 아이의 영혼을 위한 새로운 그릇을 만들려고 시도했지만, 모두 실패했다.[ch. 85] 또한 시카마는 유이치로를 만들어 미카엘라를 부활시키는 데 도움을 받았다.[ch. 106] 수세기 후, 시카마는 미카를 만들었고, 그는 그의 아이를 위한 유일한 성공적인 그릇이며 현재로서 미카엘라의 영혼은 미카의 몸 속에 있다.[ch. 114] 유에 따르면, 미카엘이 그와 연락을 할 수 있다고 한다. 아버지처럼 그 역시 성별이 없다.[ch. 113]